# DEADLY DRIVE 40th Anniversary Deluxe Edition
『DEADLY DRIVE 40th Anniversary Deluxe Edition』（デッドリイ・ドライブ フォーティース・アニバーサリー・エディション）は、2017年5月24日に発売された、伊藤銀次のアルバム『DEADLY DRIVE』のリイシュー・アルバム。

## 背景
1977年5月25日にアサイラム・レーベル国内第1号として発売された伊藤銀次のファースト・ソロ・アルバム『DEADLY DRIVE』は、これまでにアナログで2回、CDで4回、合計6回リイシューされ、本作で通算7回目となる。前回、2008年の紙ジャケット仕様でのリイシュー時、伊藤は「このアルバムは、アウトテイクは全くありません。初めから決めて録る方なので。その場で要るか要らないか即決して、必要なければ消してしまうんですよね。それがいいのかどうか分からないですけど。ヴァージョンは1つしかない、って思ってるんですよ。でも再発とか、後々のことを考えるととっておいた方が良かったのかも」と話していたが、今回16チャンネル・マルチトラック・テープ（アナログ）4本が最良の状態で保管されている事が分かり、『DEADLY DRIVE』のアナザー・ワールドが一気に広がることになった。伊藤のソロ・デビュー40周年を記念して制作された本作は、今回発見されたそのオリジナル・マスターより、全8曲のオリジナル・ミックスに加え、収録曲全8曲の最新リミックスによる“2017 Re-Mix”。そして今回初めてミックスされたバック・トラック（カラオケ）の“2017 Re-Mix Back Track”6曲。更には伊藤自ら厳選した、フェード・アウトなしのロング・ヴァージョンやアウトテイクなどの“2017 Re-Mix Alternative Version”。また、2008年の紙ジャケット完全生産限定盤でリリースした際に、初CD化されたシングル・ヴァージョンの2曲（「風になれるなら」「Deadly Drive」）を新ミックスにて再度収録。さらにスペシャル・ボーナス・トラックとして、2012年にK-mixの「ようこそ夢街名曲堂へ!スペシャル公開録音ライヴ 2012」に出演した際に演奏した弾き語りライヴ・ヴァージョンの「こぬか雨」「風になれたら」や、原宿ストロボカフェでの2016年ライヴ音源の「こぬか雨」も収録された。

## 録音、制作
今回、伊藤本人監修によりリミックスされた«2017 Re-Mix Back Track»、«2017 Re-Mix»、«2017 Re-Mix Alternative Version»のうち、ディスク1に収録された6曲の«2017 Re-Mix Back Track»はその名の通り、ヴォーカルを抜いたバックの演奏（カラオケ）。ただし、当時制作されていたものではなく、今回新たに発見されたマルチから新たに制作された、言わばリミックス・インスト・バック・トラックということになる。そしてディスク2収録の«2017 Re-Mix»は、現在の耳に合致したミックスが施されている。さらに、ディスク2収録の«2017 Re-Mix Alternative Version»の中には一発録りのバック・トラックに仮歌を入れた状態のものや、エンディングの長さの違うものなど、試行錯誤や実験をしていた段階の証明となる様々なテイクがある。これらをオリジナル・ヴァージョンと聴き比べることで、より楽曲の制作過程を立体的に知ることができる。収録されたテイクはいずれも、このアルバムがどのようなところを目指して制作されたのか、その志向を知ることが出来るレア・テイクである。
今回、これらのリミックスを手掛けたのはオフィス彩音工の坂本充弘。坂本によれば、今回のミックスのオーダーは“オリジナルの雰囲気を壊さず、今の時代にもマッチして聴ける作品に仕上げる”事だった。しかし、基本同じように仕上げると言う事は、思った以上に再現するのが大変だったという。マルチ・テープの音色はとても良い音で録れていて、今でも十分通用する音で、少し気になっていたピアノの音も良い音だった。ドラムのキック以外は殆どEQなどを使わずに済み、結果的に全体で足りない帯域を上げた程度になっている。一方、難しかったのは定位とリバーブなどのエフェクト類で、定位はオリジナルと細かく聴き比べ、多分ここだろうと思われる位置にしたが、短いディレイで広げられているようなものが有り、元がどこに有るのかが分かりづらいものも有ったという。リバーブは当時、リバーブ・プレートが殆どだったと思われたので長さと返りのEQに注意したという。また、今回一番苦労した作業は、曲スピードを合わせる事で、ミックス時にマルチトラック・レコーダーの回転数を上げ、約1/8音程高くする曲が有り、高くしているのが6曲、「I'm Tellig You Now（好きなんだ）」が少しだけ遅く、「こぬか雨」のみノーマル・スピードだったという。しかも上がったスピードがアナログなので決まってなく、曲中で揺れていたので合わせるのに毎曲凄く時間が掛かってしまったという。

## リリース、プロモーション

### リリース
CDはSHM-CDを採用した2枚組。また、CDリリースに併せデジタル配信も同日より開始。通常音源が各音楽配信サイトで配信された他、ハイレゾ音源もハイレゾ配信サイトにて配信が開始された。ただし、ハイレゾのみCDとは収録曲数が異なり、全32曲となっている。

### プロモーション
本作発売を記念して、インストア・イベントが下記日程で開催された。
| 日付          | 場所                                    | 出演                             | 内容                              |
| ------------- | --------------------------------------- | -------------------------------- | --------------------------------- |
| 2017年5月23日 | 代官山蔦屋書店 3号館 2階音楽フロア      | 出演：伊藤銀次、ゲスト：牧村憲一 | トーク&ミニライブ&サイン会        |
| 2017年6月10日 | タワーレコード新宿店 7Fイベントスペース | 出演：伊藤銀次                   | トーク&ミニライブ&2ショット撮影会 |

## アートワーク、パッケージ
SHM-CDのパッケージには「1977年オリジナル・リリース時の歌詞カード（4つ折り）復刻版」と、全44ページの豪華メモリアル・ブックレットが付属。ブックレットには(1)伊藤銀次×島雄一（当時のレコーディング・エンジニア）対談、(2)メンバー・コメント（田中章弘(b)& 上原裕(ds)、(3)土橋一夫 解説文（2017年新解説&2007年版再掲載)、(4)音楽プロデューサー：牧村憲一 解説文、(5)リミックス後記 by 坂本充弘（2017 Re-Mixエンジニア）、(6)貴重画像（『デッドリイ・ドライブ』の歴代のジャケット、帯、レーベル面、マルチテープの録音シート、チラシ、広告等）、(7)マルチテープ使用音源データ表をそれぞれ収載。
また本作リリースに際し、伊藤は以下のコメントを帯裏面に寄せている。

## 収録曲

### DISC 1: オリジナル 1977 MIX
1. 風になれるなら  –  (4:08)
作詞：伊藤銀次 · 大貫妙子、作曲 · 編曲：伊藤銀次、コーラス編曲：大貫妙子、ストリングス編曲：坂本龍一[11]
2. I'm Tellig You Now（好きなんだ）  –  (2:54)
Freddie Garrity, Mitch Murray（訳詞：伊藤銀次）、編曲：伊藤銀次[11]
3. Deadly Drive（デッドリイ・ドライブ）  –  (4:03)
作曲：伊藤銀次 · 村松邦男、編曲：伊藤銀次[11]
4. こぬか雨  –  (5:55)
作詞 · 作曲 · 編曲：伊藤銀次、コーラス編曲：大貫妙子、ホーン&ストリングス編曲：坂本龍一[11]
5. King Kong（キング・コング）  –  (4:47)
作詞：伊藤銀次、作曲 · 編曲：伊藤銀次 · 緒方泰男[11]
6. あの時はどしゃぶり  –  (3:02)
作詞 · 作曲 · 編曲：伊藤銀次、リズム編曲：斉藤ノブ[11]
7. Sweet Daddy（スウィート・ダディ）  –  (5:14)
作曲 · 編曲：伊藤銀次、ホーン編曲：坂本龍一[11]
8. Hobo's Lullaby（ホーボーズ・ララバイ）  –  (5:10)
作詞 · 作曲 · 編曲：伊藤銀次[11]

### DISC 1: 2017 Re-Mix Back Track
1. 風になれるなら (2017 Re-Mix Back Track)  –  (4:07)
2. I'm Telling You Now（好きなんだ） (2017 Re-Mix Back Track)  –  (2:52)
3. こぬか雨 (2017 Re-Mix Back Track)  –  (5:52)
4. King Kong [No SE] (2017 Re-Mix Back Track)  –  (4:30)
5. あの時はどしゃぶり (2017 Re-Mix Back Track)  –  (3:03)
6. Hobo's Lullaby (2017 Re-Mix Back Track)  –  (5:11)

### DISC 1: アルバム未収録 Single Tracks
1. 風になれるなら (Single Version)  –  (3:36)
2. Deadly Drive (Single Version)  –  (4:11)
3. マセラティ メラクSS（実録効果音）  –  (4:48)
「Deadly Drive」とそのカップリングの「マセラティ メラクSS」のうち「マセラティ メラクSS」は初CD化となるが、これは当時のスーパーカー・ブームにのせてリリースされたシングルだったため、オリジナル・ジャケットには実際のマセラティ・メラクSSの写真が使われ、B面には実況効果音としてこの車のクラクション、ヘッド・ライトの開閉音、ウインカー、ワイパー音、ドアの開閉音、エンジンの始動音、アイドリング音、スタート音、通過音、車内音、サイドブレーキ音といったものが収録されており、当時の流行を反映させたものといえる[4]。

### DISC 2: 2017 Re-Mix
1. 風になれるなら (2017 Re-Mix)  –  (4:06)
2. I'm Tellig You Now（好きなんだ） (2017 Re-Mix)  –  (2:52)
3. Deadly Drive (2017 Re-Mix "No SE" Long Version)  –  (5:44)
4. こぬか雨 (2017 Re-Mix)  –  (5:51)
5. King Kong (2017 Re-Mix)  –  (4:45)
6. あの時はどしゃぶり (2017 Re-Mix)  –  (3:02)
7. Sweet Daddy (2017 Re-Mix)  –  (5:14)
8. Hobo's Lullaby (2017 Re-Mix)  –  (5:08)

### DISC 2: 2017 Re-Mix Alternative Version
1. 風になれるなら (2017 Re-Mix Take 2 Outtake)  –  (5:31)
まだ歌詞が完成していない段階で仮歌を載せたテイクで、冒頭の歌い出しの部分のみこの時点でほぼ歌詞が出来上がっていたことが分かる。バックは一発録りであり、まだストリングスやパーカッション、間奏のソプラノ・サックス・ソロ、コーラスなどは入っていない[4]。
2. こぬか雨 (2017 Re-Mix Take 1 Outtake Long Version)  –  (7:02)
ホーンとストリングス、コーラスなどがダビングされる前のもので、ヴォーカルも仮歌。また最後のフェイクが長く続き、特に5分40秒を過ぎたあたりからは徐々にテンポが速くなり、タイムもオリジナルより1分以上も長い。スタジオで色々なテイストを実験していたその証拠と言える音源[4]。
3. King Kong's SE (2017 Re-Mix)  –  (0:39)
同曲よりSE部分を抜いたもの。伊藤によればSE制作に際し、まずワーナーで著作権フリーの効果音を探してもらい、幾つかのジャングルの音を3タイプか4タイプの音を重ね、最終的に一晩ほど時間が掛かったという[12]。
4. あの時はどしゃぶり (2017 Re-Mix Long Version)  –  (5:52)
後奏がかなり長く、トータル・タイムがオリジナルより2分半近く伸びている。またテンポも全体的に遅めで始まり、徐々に速くなり、そのため歌と演奏自体もオリジナルと異なっている[4]。
5. Sweet Daddy (2017 Re-Mix Take 1 Outtake)  –  (5:31)
6. Hobo's Lullaby (2017 Re-Mix Take 3 Outtake)  –  (4:04)
オリジナルより1分以上短く、英語詞の仮歌で歌われている。その分、当時の伊藤が目指したブルース的な世界観が広がるテイク[4]。

### DISC 2: Acoustic Live Version

#### K-mix「ようこそ夢街名曲堂へ! スペシャル公開録音ライヴ 2012」（2012年12月29日放送）
1. 風になれるなら (Live at 渋谷 SONGLINES 2012/11/11)  –  (3:06)
2. こぬか雨 (Live at 渋谷 SONGLINES 2012/11/11)  –  (4:33)
2012年11月11日に東京・渋谷のSONGLINESで行われたラジオ番組『ようこそ夢街名曲堂へ』の公開録音イヴェントに出演した際のテイク。アコースティック・ギター1本に歌だけというシンプルな構成だが、それぞれの曲のメロディ・ラインの美しさが際立つものとなり、さらに「こぬか雨」では次のストロボカフェでのライブとは違ったボッサ・アレンジが施されている。この模様は2012年12月29日にK-mixでオンエアされた[4]。

#### 「music is music LIVE 10th 2016」
1. こぬか雨 (Live at 原宿ストロボカフェ 2016/10/30)  –  (3:32)
2016年10月30日に東京・原宿ストロボカフェで行われた「music is music LIVE 10th 2016」での演奏から。これはInter FMで放送の音楽番組『music is music』と連動したイヴェントとして行われたもの。アコースティック・ギター1本での弾き語りだが、アレンジはオリジナルに準じたものとなっている[4]。

### ハイレゾアルバム
| #         | タイトル                                                      | 作詞                      | 作曲               | 編曲               | 時間  |
| --------- | ------------------------------------------------------------- | ------------------------- | ------------------ | ------------------ | ----- |
| 1.        | 「風になれるなら」                                            | 伊藤銀次, 大貫妙子        | 伊藤銀次           | 伊藤銀次           | 4:08  |
| 2.        | 「I'm Tellig You Now（好きなんだ）」                          | Garrity, Murray, 伊藤銀次 | Garrity, Murray    | 伊藤銀次           | 2:53  |
| 3.        | 「Deadly Drive」                                              | 伊藤銀次                  | 伊藤銀次, 村松邦男 | 伊藤銀次, 村松邦男 | 4:02  |
| 4.        | 「こぬか雨」                                                  | 伊藤銀次                  | 伊藤銀次           | 伊藤銀次           | 5:54  |
| 5.        | 「King Kong」                                                 | 伊藤銀次                  | 伊藤銀次, 緒方泰男 | 伊藤銀次, 緒方泰男 | 4:46  |
| 6.        | 「あの時はどしゃぶり」                                        | 伊藤銀次                  | 伊藤銀次           | 伊藤銀次           | 3:01  |
| 7.        | 「Sweet Daddy」                                               |                           | 伊藤銀次           | 伊藤銀次           | 5:13  |
| 8.        | 「Hobo's Lullaby」                                            | 伊藤銀次                  | 伊藤銀次           | 伊藤銀次           | 5:10  |
| 9.        | 「風になれるなら (2017 Re-Mix Back Track)」                   | 伊藤銀次, 大貫妙子        | 伊藤銀次           | 伊藤銀次           | 4:07  |
| 10.       | 「I'm Tellig You Now（好きなんだ） (2017 Re-Mix Back Track)」 | Garrity, Murray, 伊藤銀次 | Garrity, Murray    | 伊藤銀次           | 2:52  |
| 11.       | 「こぬか雨 (2017 Re-Mix Back Track)」                         | 伊藤銀次                  | 伊藤銀次           | 伊藤銀次           | 5:52  |
| 12.       | 「King Kong[No SE] (2017 Re-Mix Back Track)」                 | 伊藤銀次                  | 伊藤銀次, 緒方泰男 | 伊藤銀次, 緒方泰男 | 4:30  |
| 13.       | 「あの時はどしゃぶり (2017 Re-Mix Back Track)」               | 伊藤銀次                  | 伊藤銀次           | 伊藤銀次           | 3:03  |
| 14.       | 「Hobo's Lullaby (2017 Re-Mix Back Track)」                   | 伊藤銀次                  | 伊藤銀次           | 伊藤銀次           | 5:10  |
| 15.       | 「風になれるなら (Single Version)」                           | 伊藤銀次, 大貫妙子        | 伊藤銀次           | 伊藤銀次           | 3:36  |
| 16.       | 「Deadly Drive (Single Version)」                             | 伊藤銀次                  | 伊藤銀次, 村松邦男 | 伊藤銀次, 村松邦男 | 4:11  |
| 17.       | 「マセラティ メラクSS（実録効果音）」                         |                           |                    |                    | 4:48  |
| 合計時間: | 合計時間:                                                     | 合計時間:                 | 合計時間:          | 合計時間:          | 73:16 |

| #         | タイトル                                               | 作詞                      | 作曲               | 編曲               | 時間  |
| --------- | ------------------------------------------------------ | ------------------------- | ------------------ | ------------------ | ----- |
| 1.        | 「風になれるなら (2017 Re-Mix)」                       | 伊藤銀次, 大貫妙子        | 伊藤銀次           | 伊藤銀次           | 4:06  |
| 2.        | 「I'm Tellig You Now（好きなんだ） (2017 Re-Mix)」     | Garrity, Murray, 伊藤銀次 | Garrity, Murray    | 伊藤銀次           | 2:52  |
| 3.        | 「Deadly Drive (2017 Re-Mix“No SE” Long Version)」     | 伊藤銀次                  | 伊藤銀次, 村松邦男 | 伊藤銀次, 村松邦男 | 5:43  |
| 4.        | 「こぬか雨 (2017 Re-Mix)」                             | 伊藤銀次                  | 伊藤銀次           | 伊藤銀次           | 5:51  |
| 5.        | 「King Kong (2017 Re-Mix)」                            | 伊藤銀次                  | 伊藤銀次, 緒方泰男 | 伊藤銀次, 緒方泰男 | 4:45  |
| 6.        | 「あの時はどしゃぶり (2017 Re-Mix)」                   | 伊藤銀次                  | 伊藤銀次           | 伊藤銀次           | 3:02  |
| 7.        | 「Sweet Daddy (2017 Re-Mix)」                          |                           | 伊藤銀次           | 伊藤銀次           | 5:13  |
| 8.        | 「Hobo's Lullaby (2017 Re-Mix)」                       | 伊藤銀次                  | 伊藤銀次           | 伊藤銀次           | 5:07  |
| 9.        | 「風になれるなら (2017 Re-Mix Take 2 Outtake)」        | 伊藤銀次, 大貫妙子        | 伊藤銀次           | 伊藤銀次           | 5:30  |
| 10.       | 「こぬか雨 (2017 Re-Mix Take 1 Outtake Long Version)」 | 伊藤銀次                  | 伊藤銀次           | 伊藤銀次           | 7:01  |
| 11.       | 「King Kong's SE (2017 Re-Mix)」                       |                           |                    |                    | 0:39  |
| 12.       | 「あの時はどしゃぶり (2017 Re-Mix Long Version)」      | 伊藤銀次                  | 伊藤銀次           | 伊藤銀次           | 5:32  |
| 13.       | 「Sweet Daddy (2017 Re-Mix Take 1 Outtake)」           |                           | 伊藤銀次           | 伊藤銀次           | 5:31  |
| 14.       | 「Hobo's Lullaby (2017 Re-Mix Take 3 Outtake)」        | 伊藤銀次                  | 伊藤銀次           | 伊藤銀次           | 4:04  |
| 15.       | 「こぬか雨 (Live at 原宿ストロボカフェ 2016/10/30)」   | 伊藤銀次                  | 伊藤銀次           | 伊藤銀次           | 3:31  |
| 合計時間: | 合計時間:                                              | 合計時間:                 | 合計時間:          | 合計時間:          | 68:27 |

## スタッフ・クレジット
- All the Words, Music and Arranged by Ginji
- Except “I'm Telling You Now”

- Thanks to my fantastic collaboratiors,
- “風になれるなら” words by 大貫妙子
- “Deadly Drive” music by 村松邦男

| - Vocal, Guitar – Ginji - Acoustic Piano – 緒方泰男 - Bass – 田中章弘 - Drums – 上原裕 - Percussions – 斉藤ノブ - Soprano Sax – 高橋知己 - Windy Chorus – 大貫妙子 - String Arrangement by 坂本龍一 - Chorus Arrangement by 大貫妙子 - Vocal, Guitar – Ginji - Hammond Organ – 緒方泰男 - Bass – 田中章弘 - Drums – 上原裕 - Percussions – 斉藤ノブ - Xylophone, Clavinet – 坂本龍一 - Chorus – Sentimental City Romance - “Hello” Says son of Koko - Guitar – Ginji - Attacky Guitar – 村松邦男 - Hammond Organ – 緒方泰男 - Bass – 田中章弘 - Drums – 上原裕 - Percussions – 斉藤ノブ - Chorus – Sentimental City Romance - Sad Heroin – 山田真理 - Vocal – Ginji - Fender Rhodes, Acoustic Piano – 坂本龍一 - Bass – 田中章弘 - Drums – 上原裕 - Percussions – 斉藤ノブ - Chorus – 大貫妙子 - Horns & String Arrangement by 坂本龍一 - Chorus Arrangement by 大貫妙子 | - Guitar, Mouth Wow Solo – Ginji - Guitar – 緒方泰男 - Bass – 田中章弘 - Drums – 上原裕 - Weeping Harp – 妹尾隆一郎 - Mini-Moog, Clavinet – 坂本龍一 - Jane – 山田真理 - Natives Praying – ワーナーブラザース・All Stars - Thanks For Y.Shima his Groovy Sound effect making - Vocal, Guitar – Ginji - Acoustic Piano – 緒方泰男 - Bass – 田中章弘 - Drums – 上原裕 - Percussions – 斉藤ノブ - Flute – 国吉征之 - Thanks for NOV his rhythm arrangement - Guitar – Ginji - Fender Rhodes – 緒方泰男 - Bass – 田中章弘 - Drums – 上原裕 - Percussions – 斉藤ノブ - Acoustic Piano solo – 坂本龍一 - Tenor Sax – 高橋知己 - Trombone – 向井滋春 - Trumpet – 中沢健二 - Vocal – 大上留利子 - Horns Arrangement by 坂本龍一 - Vocal, Guitar – Ginji - Acoustic Piano – 緒方泰男 - Bass – 田中章弘 - Drums – 上原裕 - Earthy Dobro – 島田耕 |

| THE BAND                                             |
| 斉藤ノブ (Perc)                                      |
| 上原裕 (ds)                                          |
| 田中章弘 (b)                                         |
| 緒方泰男 (Key, g)                                    |
|                                                      |
| 坂本龍一 (Key)                                       |
| 高橋知己 (sax)                                       |
| 向井滋春 (tb)                                        |
| 妹尾隆一郎 (harp)                                    |
| 村松邦男 (g)                                         |
| 国吉征之 (H)                                         |
| 島田耕 (dobro)                                       |
|                                                      |
| 大貫妙子 (cho) Through the Courtesy of CROWN Records |
| 大上留利子 (cho)                                     |
| Sentimental City Romance (cho)                       |

| All songs arranged by Ginji                   |
| Strings and Horn arranged by Ryuichi Sakamoto |
| Chorus arranged by Taeko Ohnuki               |
|                                               |
| Produced by 伊藤銀次                          |
| Directed by 知久悟司, 柏原卓                  |
| Engineered by 島雄一                          |

| Recorded at |  | - Rockwell Studio, Onkio Haus, - Sound City Studio & Warner Pioneer Studio |

|                                                                                             |
| Photography : 内田功                                                                        |
| Cover Design : 林柾                                                                         |
| Management Office : ACT corp.                                                               |
| - Special thanks to Our House Inc. Rockwell “Super” Studio, - Moss Family, 生田朗, 鈴木利恵 |

### スタッフ
- 【40th Anniversary Deluxe Edition Reissue Staff】
- Supervised by 伊藤銀次
- Reissue Produced by 川喜田勝久 (Warner Music Japan)
- Reissue Pranning & Directed by 小澤芳一 (70'sバイブレーション)

- 2017 Remix Engineerd by 坂本充弘 (オフィス彩音工)
- Disital Remastered by 菊地功 at WARNER MUSIC MASTERING
- Reissue Design : 近藤晶一 (Pork Rock)
- Product Coordination : 古謝真代 (Warner Music Japan)
- Sales Promotion : 奥村武史 (Warner Music Japan)
- Digital Promotion : 寺下玲 (Warner Music Japan)

- - Special Thanks :
  - 林敏明 (有限会社イーエムシー)、島雄一、前沢達也 (70'sバイブレーション)、久保田克敏 (K-mix)、
  - 佐藤輝夫、中曽根勇一郎 (シャ・ラ・ラ・カンパニー)、
  - 「ようこそ夢街名曲堂へ!」パーソナリティ&制作スタッフ (長門芳郎、土橋一夫、高橋健朗、田中千彬)、
  - 佐藤圭伸 (diskunion)、松岡秀樹 (diskunion)
  - music is music : 主催一般社団法人MAM エグゼクティブ・プロデューサー マスヤマコム、
  - プロデューサー 牧村憲一、レコーディングエンジニア 美島豊明

- 資料提供協力 : 島村文彦、株式会社ディスクユニオン

- Dedicated to Taku Kashiwabara

- - 【Disc1:M1-M8】Ⓟ1977 WARNER MUSIC JAPAN INC. 【Disc1:M9-M14,M17 / Disc2:M1-M14】Ⓟ2017 WARNER MUSIC JAPAN INC.
  - 【Disc1:M15,M16】Ⓟ2008 WARNER MUSIC JAPAN INC. 【Disc2:M15-M17】Ⓟ2017 Ginji Ito

## マルチテープ使用音源データ表
| #  | マルチテープ収録曲               | 時間 | 1977 MIX | 2017 Re-Mix |
| -- | -------------------------------- | ---- | -------- | ----------- |
| 1  | Sweet Daddy Take1                | 5:29 |          | ○           |
| 2  | Sweet Daddy Take2                | 5:35 |          |             |
| 3  | こぬか雨 Take1                   | 7:44 |          | ○           |
| 4  | 風になれるなら (Dolby OFF) Take1 | 5:01 | ○        |             |
| 5  | Hobo's Lullaby Take1             | 5:18 | ○        |             |
| 6  | Tune用 Pf                        | 0:27 |          |             |
| 7  | 風になれるなら (Dolby ON) Take1  | 5:01 |          |             |
| 8  | 風になれるなら Take2             | 5:35 |          | ○           |
| 9  | 風になれるなら Take3             | 5:12 |          |             |
| 10 | Hobo's Lullaby（一部） Take2     | 2:36 |          |             |
| 11 | Hobo's Lullaby Take3             | 4:07 |          | ○           |
| 12 | Hobo's Lullaby Take4             | 3:52 |          |             |
| 13 | あの時はどしゃぶり               | 5:56 | ○        | ○           |
| 14 | Sweet Daddy Take3                | 5:20 | ○        |             |
| 15 | こぬか雨 Take2                   | 7:40 | ○        |             |
| 16 | I'm Telling You Now              | 2:50 | ○        |             |
| 17 | ベルベットムーン (Deadly Drive)  | 5:50 | ○        | ○           |
| 18 | King Kong                        | 6:31 | ○        | ○           |

## リリース日一覧
| 地域 | 発売日        | リリース                    | 規格                   | 品番          | 備考 |
| ---- | ------------- | --------------------------- | ---------------------- | ------------- | --- |
| 日本 | 2017年5月24日 | ASYLUM ⁄ WARNER MUSIC JAPAN | 2SHM-CD                | WPCL-12639/40 | オリジナルMIX:8曲、2017 Re-Mix（8曲+Back Track:6曲）、シングルVersion:3曲、ライブ:3曲、シングルVersion:3曲の全34曲収録。全44ページのメモリアル・ブックレットを封入した、SHM-CDによる2枚組。 |
| 日本 | 2017年5月24日 | WARNER MUSIC JAPAN          | デジタル・ダウンロード | -             | 通常音質（全34曲：AAC 128/320kbps） |
| 日本 | 2017年5月24日 | WARNER MUSIC JAPAN          | デジタル・ダウンロード | -             | ハイレゾ音源（全32曲：FLAC 96.0kHz/24bit） |